# Hauge i Dalane
Hauge i Dalane (udtales Haua) er en by der er administrationscenter i Sokndal kommune i Rogaland fylke i Norge. Byen har 2.238 indbyggere (2012). Sogndalstrand, som frem til 1944 var et ladested, bliver medregnet som en del af Hauge i Dalane. Lakseelven Sokno løber gennem bygden, som ligger ved Riksvei 44 mellem Egersund og Flekkefjord.
I centrum ligger Sokndal kirke, som er en korskirke; den blev bygget i 1803. Tæt ved centrum ligger Ruggesteinen, en 70 ton stor stenblok som kan bevæges af én person. Den blev fredet i 1923. Titania udvandt ilmenit (titanjernsten) i Sandbekk nordøst for Hauge fra 1902, men bruddet blev i 1965 og produktionen flyttede til Tellnes, omkring 10 km længere mod øst, på fjeldet over Jøssingfjord.

## Eksterne kilder og henvisninger
- Attraksjoner i Sokndal (Webside ikke længere tilgængelig)